# Lohmannsmühle

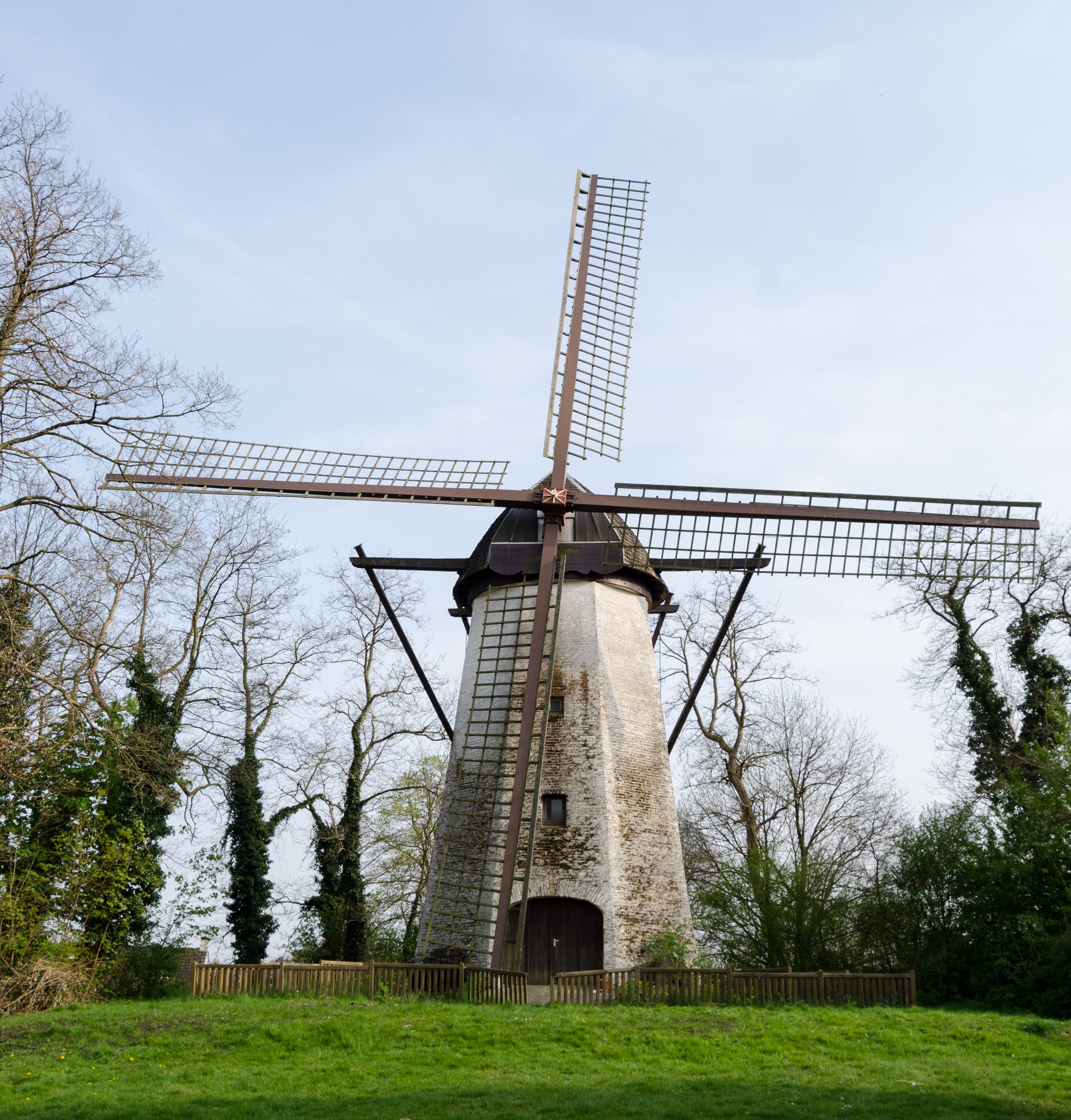
Lohmannsmühle

Die Lohmannsmühle, auch Baerler Mühle genannt, ist eine ehemalige Turmwindmühle im Duisburger Stadtteil Baerl in Nordrhein-Westfalen. Sie ist vom Mühlentyp Erdholländer mit Steert und Segelgatterflügeln.
Die Lohmansmühle wird gelegentlich mit der ebenfalls in Baerl stehenden Lohmühle, auch Lohheider Mühle genannt, verwechselt.

## Geschichte
1805 wurde die heutige Lohmannsmühle von sechs Bauern in nur 3½ Monaten errichtet und danach als Getreidemühle verpachtet. Nachdem sie 1918 während eines Sturms ihre Flügel verloren hatte, wurde sie auf Elektrobetrieb umgestellt. 1933 wurde der Mahlbetrieb eingestellt und die Mühle stillgelegt.
1957 wurden mit behördlicher und privater Unterstützung die Sturm- und Kriegsschäden beseitigt. Neue Flügel und eine neue Haube erhielt die Mühle 1963. Eine weitere umfassende Restaurierung erfolgte 1974.
Im Dezember 2000 musste sie nach einem Brand, den spielende Kinder verursachten, erneut renoviert werden.
Heute ist die Mühle im Privatbesitz der Familie Lohmann, nach der sie benannt ist.

## Lage und Beschreibung
Die Lohmannsmühle wurde auf der mit rund 35 m ü. NHN höchsten Dünenkuppe des bewohnten Ortsgebietes errichtet, die rund 10 m über das Rheinvorland aufragt. Die Kuppe ist Teil der im Busch noch höher reichenden Dünenkette, die während der letzten Eiszeit von Westwinden auf eine bis nach Moers reichende Schotterinsel des Rheinurstromtales aufgeweht wurde. Die Mühle befindet sich inmitten einer von Laubbäumen umgebenen Wiese.
Die mit Ziegelsteinen gemauerte und weiß getünchte Mühle mit nördlichem Eingangstor ist eine Achtkant-Holländerwindmühle und stellt damit unter den gemauerten Mühlen eine Besonderheit dar. Neben den Flügeln und dem Steert ist auch die Mühlentechnik noch erhalten.
Die Lohmannsmühle wurde am 18. Juni 1985 unter der Nummer 92 in die Liste der Baudenkmäler in Duisburg-Homberg/Ruhrort/Baerl eingetragen.